# Umaralij Quwwatow

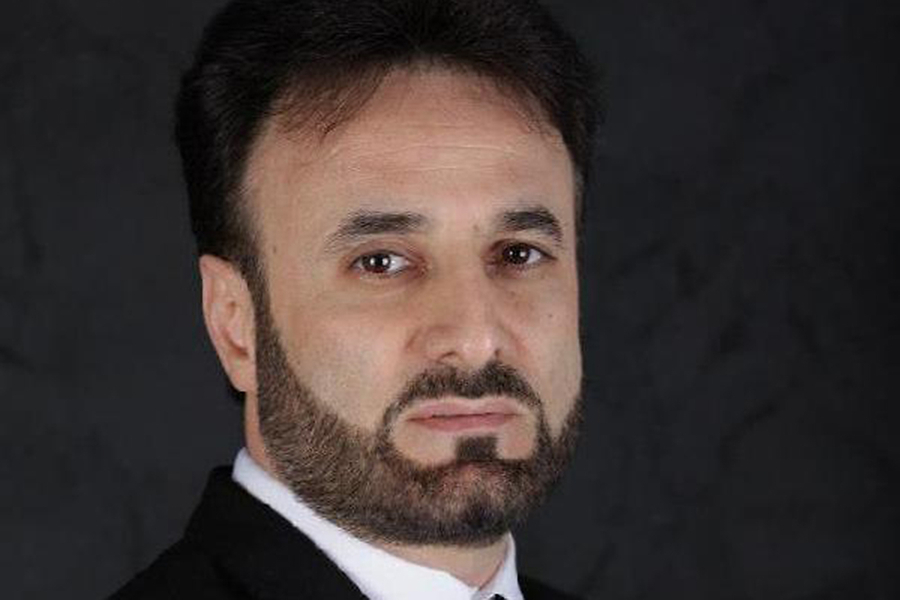
Umaralij Quwwatow (2013)

Umaralij Quwwatow (tadschikisch Умаралӣ Қувватов, russisch Умарали Иззатович Куватов Umarali Issatowitsch Kuwatow, englisch Umarali Kuvvatov; * 21. November 1968 in Duschanbe, Tadschikische SSR, Sowjetunion; † 5. März 2015 in Istanbul, Türkei) war ein tadschikischer Geschäftsmann, Gründer und Anführer der oppositionellen Bewegung „Gruppe 24“.

## Werdegang
Quwwatow wuchs in einem Waisenhaus auf. Nach dem Abitur studierte er Ökonomie an der Tadschikische Nationaluniversität. Er arbeitete eine Weile als Schleifer, widmete sich später der unternehmerischen Tätigkeit. Die von ihm gegründete Firma importierte Flüssiggas, Brenn- und Baustoffe nach Tadschikistan. Zwischen 2001 und 2012 versorgte er die NATO-Truppen in Afghanistan mit Treib- und Schmierstoffen. Von 2003 bis 2013 gründete und leitete Quwwatow das Unternehmen „Totschiron“, das auf den Export von Öl und Gas spezialisiert war.

## Politische Aktivitäten
Im Sommer 2012 emigrierte Quwwatow nach Moskau, wo er weiterhin als Unternehmer tätig war. Nach eigenen Angaben musste er das Land unter dem Druck der tadschikischen Regierung verlassen. Noch im selben Jahr rief er die oppositionelle Bewegung „Gruppe 24“ ins Leben. Auf den Radiokonferenzen im Internetradiosender „Neues Tadschikistan 2“ (Russisch „Новый Таджикистан-2“) griff Quwwatow ständig die politisch-ökonomischen Missstände in Tadschikistan auf. Er übte eine harsche Kritik an der Politik des Präsidenten Emomalij Rahmon und rief die Bevölkerung dazu auf, Massenproteste zu organisieren und die Regierung zu stürzen.
Im Dezember 2012 wurde Quwwatow von seinem ehemaligen Geschäftspartner Fajsullo Gulomow beschuldigt, in seiner Position als Chef von Totschiron mehrere Millionen Dollar unterschlagen zu haben. Der Vorwurf der angeblichen Veruntreuung wurde im Januar 2013 von der Antikorruptionsagentur Tadschikistans bestätigt. Als die tadschikische Führung die Auslieferung von Quwwatow beantragte, floh er am 23. Dezember 2012 nach Dubai. Er wurde beim Versuch, nach Brüssel weiter zu fliegen, am Flughafen von Dubai festgenommen. Quwwatow wurde nicht nach Tadschikistan ausgeliefert, sondern kam im September 2013 frei.
Im Dezember 2014 setzte sich Quwwatow in die Türkei ab und versuchte hier, über den Hohen Flüchtlingskommissar der Vereinten Nationen politisches Asyl zu beantragen. Bei seiner Ankunft wurde er wegen des ungültigen Visums von türkischen Sicherheitsbehörden verhaftet. Einer Auslieferungsanforderung der tadschikischen Offiziellen erteilte die türkische Seite eine Absage. Am 3. Februar wurde Quwwatow auf freien Fuß gesetzt.

## Ermordung
Laut türkischen Medienberichten war die Ermordung Quwwatows mehrere Monate zuvor geplant worden. Der tadschikische Staatsbürger Suleiman Kajumow gab sich als Quwwatow-Anhänger aus und lud ihn zusammen mit Familienangehörigen zu einem Abendessen in seine Wohnung ein, wo Quwwatow mit einem Schuss in den Hinterkopf getötet wurde. Seine Frau und seine Kinder erlitten eine Lebensmittelvergiftung. Der beschuldigte Kajumow wurde angeklagt und zu lebenslanger Haft verurteilt. Zwei weitere Mordverdächtige (beide Staatsbürger Tadschikistans) konnten aus der Türkei fliehen und werden per internationalem Haftbefehl nach der Interpol-Linie gesucht. Aus Sicherheitsgründen werden deren Namen nicht bekanntgegeben.